# 空に住む〜Living in your sky〜
「空に住む〜Living in your sky〜」（そらにすむ リビング・イン・ユア・スカイ）は、日本の音楽グループ、三代目 J Soul Brothers from EXILE TRIBEの楽曲。2013年6月1日に講談社から小説『空に住む』（小竹正人著）とセットで発売。

## 概要
- 9thシングル「SPARK」より約2か月ぶりの新曲となる。
- 発売当初は小説『空に住む』（小竹正人著）に主題歌として付属しているのみで、今作以外の作品や音楽配信サイトなどでのダウンロード販売等はなかった。
- 2017年3月29日発売のベストアルバム『THE JSB WORLD』への収録が決定したため小説以外での入手が可能になる。
- 小竹正人の小説家デビュー作『空に住む』から着想を得て、作者本人が作詞[1]。
- 小説に主題歌がつくのは音楽史上初の試みとなる。「小説主題歌」というプランは小竹正人の発案である[2]。
- この楽曲が主題歌となる映画『空に住む』が2020年10月23日に公開。監督は青山真治、主演は多部未華子。また同作にはメンバーの岩田剛典も出演[3]。

## 収録曲
1. 空に住む〜Living in your sky〜 [5:09]
作詞：小竹正人、作曲・編曲：h-wonder

## 収録アルバム
| 収録アルバム          | 楽曲                           | 曲順 |
| --------------------- | ------------------------------ | ---- |
| THE JSB WORLD(DISC-2) | 空に住む〜Living in your sky〜 | 4    |

## 映画
2020年10月23日に公開。監督は青山真治、主演は多部未華子。

### あらすじ
両親を一度に亡くした直実は、叔父の世話でタワーマンションの高層階に住むことになる。そこは東京が一度に見渡せる豪華な部屋だった。直実は、愛猫のハルとそこで暮らし始め、職場に復帰する。

直実の職場は、小さな出版社。後輩・愛子は担当作家の子を身ごもっているが、それを隠して違う男と結婚しようとしていた。ある日、持っていた花がきっかけで、人気俳優の時戸森則と知り合う。時戸と恋愛関係になった直実は、彼のエッセイを出版することを思いつく。

### キャスト
- 小早川直実：多部未華子
- 木下愛子：岸井ゆきの[5]
- 小早川明日子：美村里江[5]
- 時戸森則：岩田剛典[5]
- 小早川雅博：鶴見辰吾[5]
- 野村：岩下尚史[5]
- 柏木：髙橋洋[5]
- 吉田理：大森南朋[5]
- ペット葬儀屋：永瀬正敏[5]
- 近藤：柄本明[5]

### スタッフ
- 原作：小竹正人『空に住む』（講談社）
- 監督・脚本：青山真治
- 脚本：池田千尋
- 主題歌：三代目 J SOUL BROTHERS from EXILE TRIBE「空に住む〜Living in your sky〜」 (rhythm zone)
- プロデューサー：井上鉄大、齋藤寛朗
- 音楽：長嶌寛幸
- 撮影：中島美緒
- 照明：松本憲人
- 音響：菊池信之
- 美術：清水剛
- 装飾：石田満美
- 衣装：篠塚奈美
- ヘアメイク：田中マリ子
- 特殊造形：佐々木誠人
- VFXスーパーバイザー：大萩真司、佐伯真哉
- 編集・グレーディング：田巻源太
- 助監督：七字幸久
- 制作担当：中村哲也
- 配給：アスミック・エース
- 宣伝協力：ミラクルヴォイス、フィノー
- 制作プロダクション：カズモ
- 製作：HIGH BROW CINEMA

### 受賞
- 第94回キネマ旬報ベスト・テン
  - 日本映画ベスト・テン第9位[6]